# Bozeș, Hunedoara
Bozeș este un sat ce aparține orașului Geoagiu din județul Hunedoara, Transilvania, România.

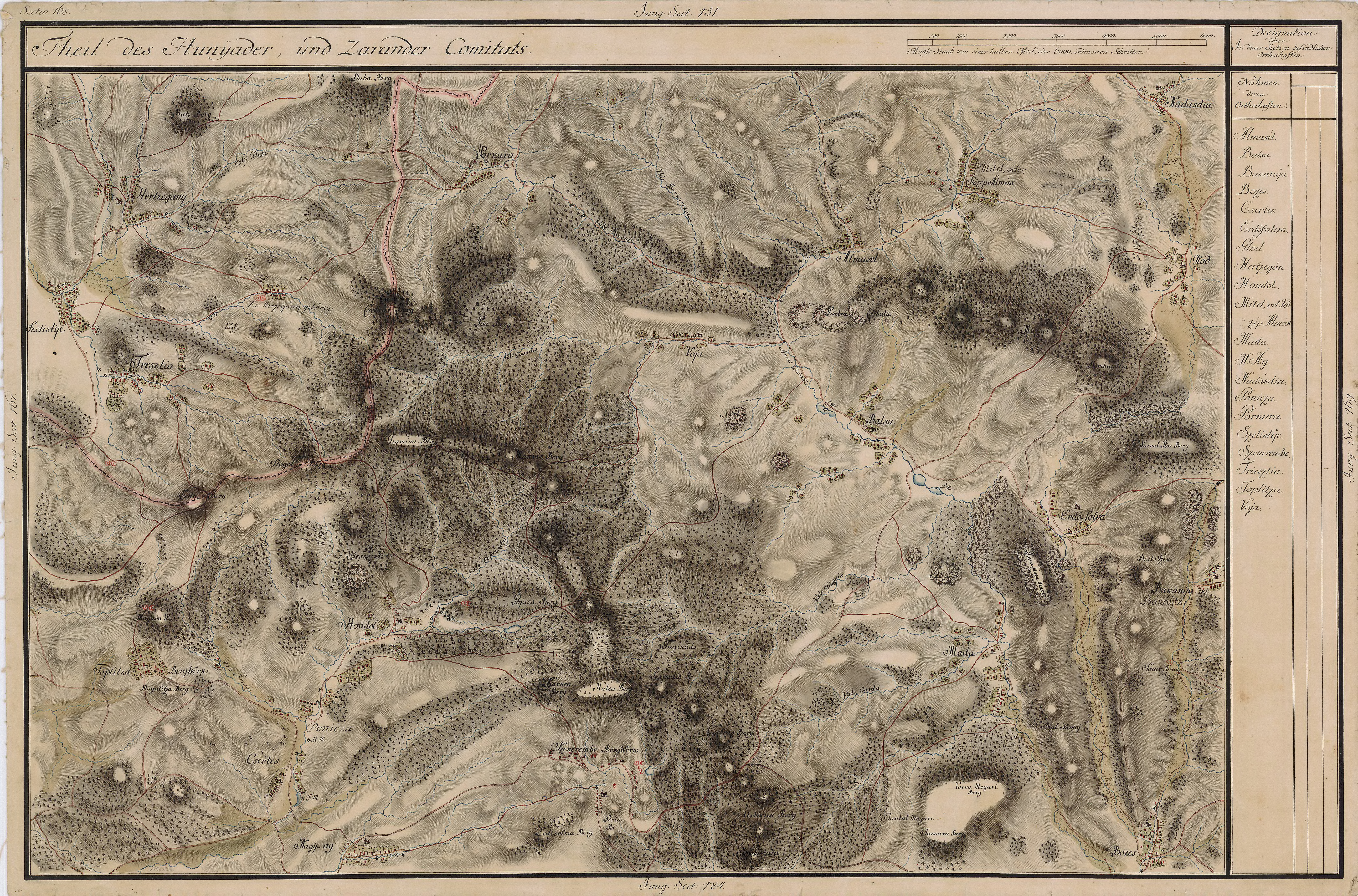
Bozeș în Harta Iosefină a Transilvaniei, 1769-1773

## Vezi și
- Biserica „Sfinții Arhangheli” din Bozeș

## Galerie de imagini

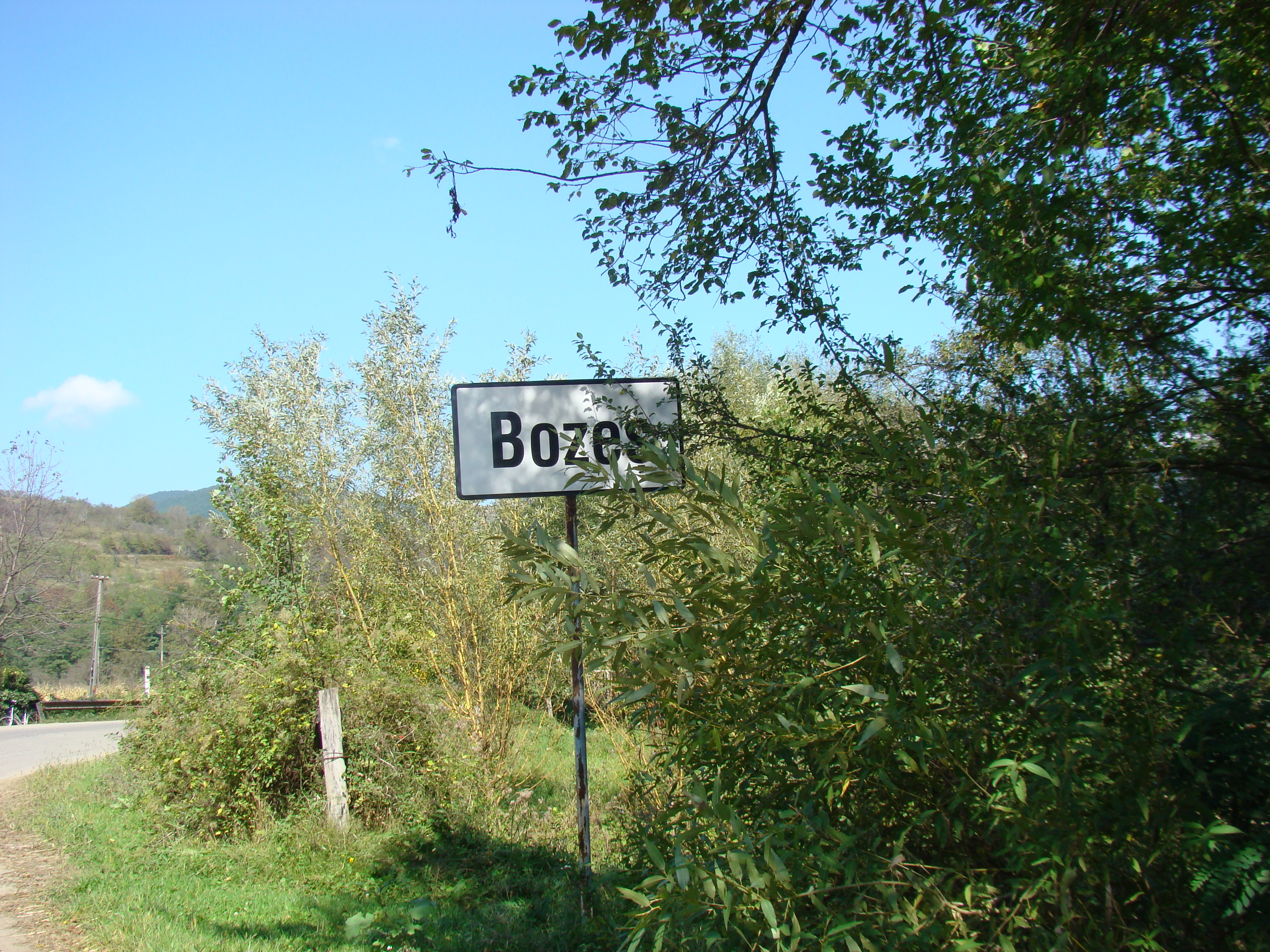
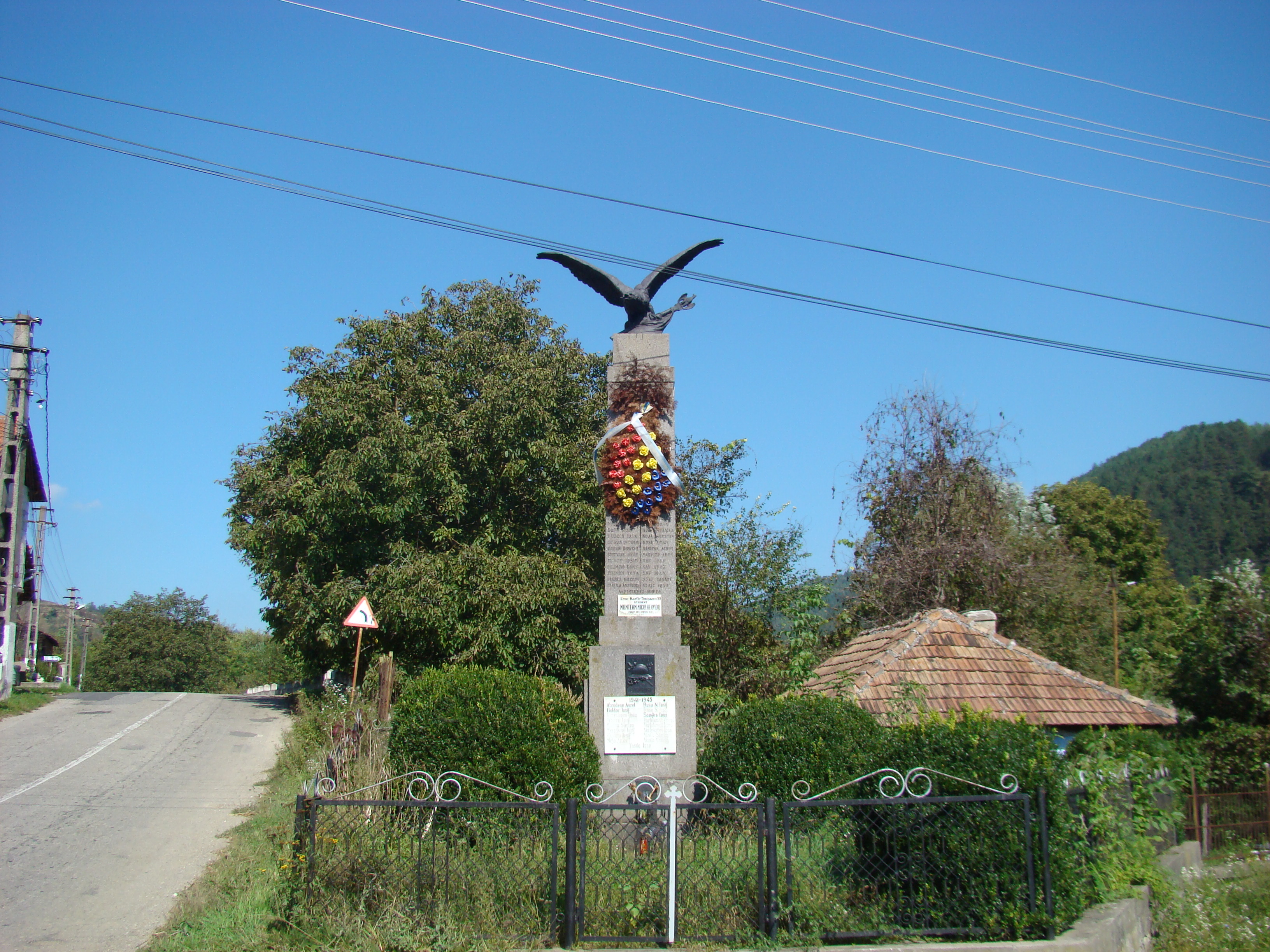
Monument în cinstea eroilor căzuţi în Primul război mondial (1914-1919)
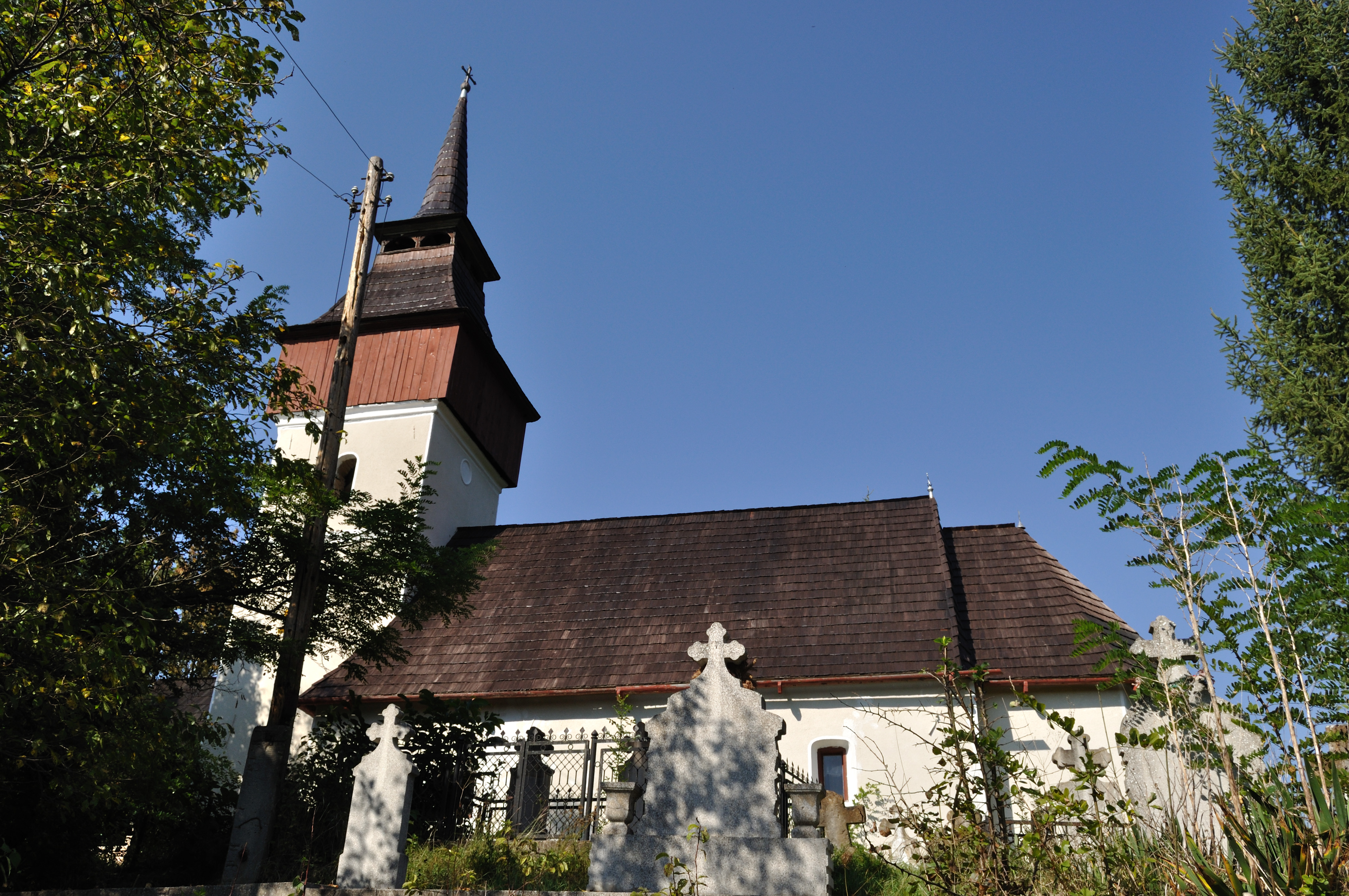